# Feneticilline
Feneticilline is een smalspectrum antibioticum (penicilline) dat wordt gebruikt tegen luchtweg- en huidinfecties. Het middel wordt vooral ingezet bij kinderen na verwijderen of niet goed meer functioneren van de milt om infecties te voorkomen.
Het middel dreigde van de markt te verdwijnen omdat aan de veelgebruikte vervangende breedspectrumvarianten voor de farmaceutische industrie meer te verdienen valt. De laatst overgebleven fabrikant GlaxoSmithKline wilde er in 2005 ook vanaf. Uiteindelijk is productie van het middel door een kleine Nederlandse producent Ace Pharmaceuticals overgenomen. Het bleek evenwel een grote opgave om alle productiestappen op basis van de oorspronkelijke registratiegegevens weer op te zetten. 
Het middel is niet toegelaten door de FDA voor gebruik in de Verenigde Staten.